# پورنا
پورنا (به انگلیسی: Purna) یک منطقهٔ مسکونی در هند است که در بخش پربهانی واقع شده‌است. پورنا ۳۶٬۴۳۳ نفر جمعیت دارد و ۳۸۴ متر بالاتر از سطح دریا واقع شده‌است.